# دانيال سانشيز (لاعب كرة قدم)
دانيال سانشيز (بالإسبانية: Daniel Alonso Sánchez Albújar)‏ هو لاعب كرة قدم ومدرب كرة قدم بيروفي في مركز الوسط، ولد في 2 مايو 1990 في ليما في بيرو. شارك مع منتخب بيرو تحت 17 سنة لكرة القدم. أما مع النوادي، فقد لعب مع نادي أياكوتشو ونادي سبورتينغ كريستال.

## وصلات خارجية
- دانيال سانشيز (لاعب كرة قدم) على موقع الاتحاد الدولي (مؤرشف)  (الإنجليزية)
- دانيال سانشيز (لاعب كرة قدم) على موقع قاعدة بيانات كرة القدم.إي يو (الإنجليزية)
- دانيال سانشيز (لاعب كرة قدم) على موقع ناشيونال فوتبول تيمز (الإنجليزية)
- دانيال سانشيز (لاعب كرة قدم) على موقع Soccerway.com (الإنجليزية)